# Hypocophoides
Hypocophoides is een geslacht van rechtvleugeligen uit de familie Anostostomatidae. De wetenschappelijke naam van dit geslacht is voor het eerst geldig gepubliceerd in 1930 door Karny.

## Soorten
Het geslacht Hypocophoides omvat de volgende soorten:
- Hypocophoides biforaminatus Griffini, 1914
- Hypocophoides indicus Bolívar, 1900